# لوییس نگو
لوییس نگو (انگلیسی: Loïc Négo؛ زادهٔ ۱۵ ژانویهٔ ۱۹۹۱) فرانسه بازیکن فوتبال اهل مجارستان است.
از باشگاه‌هایی که در آن بازی کرده‌است می‌توان به اتلتیک، آ.اس. رم، استاندارد لیژ، نانت، ویدتون و اویپشت اشاره کرد.
وی همچنین در تیم‌های ملی فوتبال زیر ۱۷ سال، زیر ۱۸ سال، زیر ۱۹ سال و زیر ۲۰ سال فرانسه و همچنین تیم ملی فوتبال مجارستان بازی کرده‌است.